# Rendez-vous avec un ange (film, 1987)
Pour les articles homonymes, voir Rendez-vous avec un ange.
Pour plus de détails, voir Fiche technique et Distribution.
Rendez-vous avec un ange (Date with an Angel) est un film américain réalisé par Tom McLoughlin, sorti en 1987.

## Synopsis
Alors qu'il s'apprête à épouser Patty, Jim est enlevé par ses amis masqués lors d'une réception en l'honneur des futurs mariés. Après cette mauvaise blague, Jim est ramené chez lui. À son réveil, il découvre dans sa piscine, stupéfié, un ange d'une beauté divine...

## Fiche technique
- Titre : Rendez-vous avec un ange
- Titre original : Date with an Angel
- Réalisation : Tom McLoughlin
- Scénario : Tom McLoughlin
- Musique : Randy Kerber (en)
- Photographie : Alex Thomson
- Montage : Marshall Harvey
- Production : Martha De Laurentiis
- Société de production : De Laurentiis Entertainment Group
- Société de distribution : De Laurentiis Entertainment Group (États-Unis)
- Pays de production :  États-Unis
- Genre : Comédie romantique et fantastique
- Date de sortie : 
  - États-Unis :20 novembre 1987

## Distribution
- Michael E. Knight (en) : Jim Sanders
- Phoebe Cates : Patty Winston
- Emmanuelle Béart : L'ange
- David Dukes : Ed Winston
- Phil Brock : George
- Albert Macklin (en) : Don
- Peter Kowanko : Rex
- Vinny Argiro : Ben Sanders
- Bibi Besch : Grace Sanders
- Cheryl Pollak (en) : Rhonda / caissière
- Steven Banks : Aldridge
- Charles Lane : Le père O'Shea
- J. Don Ferguson (en) : Harlan Rafferty